# Freek van de Graaff
Frederik »Freek« Robbert van de Graaff, nizozemski veslač, * 20. februar 1944, Oegstgeest, † 24. junij 2009, Haag.
van de Graaff je za Nizozemsko nastopil na Poletnih olimpijskih igrah 1964 v Tokiu, kjer je v četvercu s krmarjem osvojil bronasto medaljo.